# Охороняйте природу, 1914 (книжка)

## Бібліографічне посилання

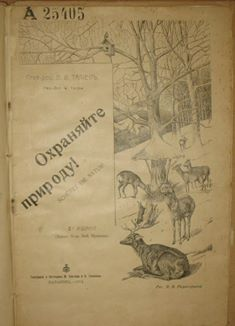
Талиев В. Охраняйте природу! Харьков, 1914. - 16 с.

## Бібліотеки
Примірники книжки зберігаються у науковій бібліотеці ім. Каразіна (м. Харків) та у Книжковій палаті.

## Про книжку
Видання В. Талієва стало першою українською книгою, присвяченою питанням охорони природи. Також книжка є першим виданням Харківського товариства любителів природи. 
В книжці В.Талієв у невластивій своїм науковим працям, лірично аргументує необхідність невідкладних заходів по охороні природи, хоча й не наводить конкретних пропозицій що саме для цього має зробити як держава, так і прості читачі книги. 
Саме в цьому виданні вперше для України наводиться список ділянок, які слід зберегти у Харківській губернії (список степових ділянок, яким необхідно надати охоронний статус у Харківській губернії та додав до переліку Святі гори).
Початково, книжка була лише статтею у Бюлетенях Харківського товариства любителів природи (№4, 1913), та її успіх серед читачів примусив автора рік по тому оформити статтю у формі окремого видання.

## Важливі цитати
```
«
В Россіи, благодаря меншей густотѣ населенія, большой площади угодій, находящіхся во владѣніи государства и крупных землевладельцевъ, и малой интенсивности землепользованія, до сихъ поръ является легко возможной не только охрана по мелочамъ, отдельныхъ памятниковъ природы, но и выдѣленіе, болѣе значительных заповѣдных участков или резерватовъ
»
```